# 川崎市立王禅寺中学校
川崎市立王禅寺中学校（かわさきしりつおうぜんじちゅうがっこう）は、かつて神奈川県川崎市麻生区王禅寺東四丁目に存在した公立中学校。

## 沿革
- 1980年 - 創立。
- 2008年 - 白山中学校と統合し、閉校。校地は王禅寺中央中学校に引き継がれた。

## 教育目標
- 知・徳・体・意志（心）
- おのおのの徳性がほどよくつりあった人間性豊かな生徒を育む

## 進学前小学校
- 川崎市立王禅寺小学校